# Episodi di Gli eroi di Hogan (prima stagione)
La prima stagione della serie televisiva Gli eroi di Hogan è stata trasmessa in anteprima negli Stati Uniti d'America dalla CBS tra il 17 settembre 1965 e il 29 aprile 1966.
| nº | Titolo originale                    | Titolo italiano | Prima TV USA      | Prima TV Italia |
| -- | ----------------------------------- | --------------- | ----------------- | --------------- |
| 1  | The Informer                        |                 | 17 settembre 1965 |                 |
| 2  | Hold That Tiger                     |                 | 24 settembre 1965 |                 |
| 3  | Kommandant of the Year              |                 | 1º ottobre 1965   |                 |
| 4  | The Late Inspector General          |                 | 8 ottobre 1965    |                 |
| 5  | The Flight of the Valkyrie          |                 | 15 ottobre 1965   |                 |
| 6  | The Prisoner's Prisoner             |                 | 22 ottobre 1965   |                 |
| 7  | German Bridge Is Falling Down       |                 | 29 ottobre 1965   |                 |
| 8  | Movies Are Your Best Escape         |                 | 5 novembre 1965   |                 |
| 9  | Go Light on the Heavy Water         |                 | 12 novembre 1965  |                 |
| 10 | Top Hat, White Tie and Bomb Sights  |                 | 19 novembre 1965  |                 |
| 11 | Happiness Is a Warm Sergeant        |                 | 26 novembre 1965  |                 |
| 12 | The Scientist                       |                 | 3 dicembre 1965   |                 |
| 13 | Hogan's Hofbrau                     |                 | 10 dicembre 1965  |                 |
| 14 | Oil for the Lamps of Hogan          |                 | 17 dicembre 1965  |                 |
| 15 | Reservations Are Required           |                 | 24 dicembre 1965  |                 |
| 16 | Anchors Aweigh, Men of Stalag 13    |                 | 31 dicembre 1965  |                 |
| 17 | Happy Birthday, Adolf               |                 | 7 gennaio 1966    |                 |
| 18 | The Gold Rush                       |                 | 14 gennaio 1966   |                 |
| 19 | Hello, Zolle                        |                 | 21 gennaio 1966   |                 |
| 20 | It Takes a Thief... Sometimes       |                 | 28 gennaio 1966   |                 |
| 21 | The Great Impersonation             |                 | 4 febbraio 1966   |                 |
| 22 | The Pizza Parlor                    |                 | 11 febbraio 1966  |                 |
| 23 | The 43rd, a Moving Story            |                 | 25 febbraio 1966  |                 |
| 24 | How to Cook a German Goose by Radar |                 | 4 marzo 1966      |                 |
| 25 | Psychic Kommandant                  |                 | 11 marzo 1966     |                 |
| 26 | The Prince from the Phone Company   |                 | 18 marzo 1966     |                 |
| 27 | The Safecracker Suite               |                 | 25 marzo 1966     |                 |
| 28 | I Look Better in Basic Black        |                 | 1º aprile 1966    |                 |
| 29 | The Assassin                        |                 | 8 aprile 1966     |                 |
| 30 | Cupid Comes to Stalag 13            |                 | 15 aprile 1966    |                 |
| 31 | The Flame Grows Higher              |                 | 22 aprile 1966    |                 |
| 32 | Request Permission to Escape        |                 | 29 aprile 1966    |                 |